# Mairiporã

Mairiporã, o españolizado Mairiporán o también Mairiporá, es un municipio de la Región Metropolitana de São Paulo, en el estado de São Paulo. La población estimada en 2009 era de 79 155 habitantes y el área es de 321,5km², lo que resulta en una densidad demográfica de 233,4 habitantes por kilómetro cuadrado.

## Toponimia
"Mairiporã" es un término oriundo del idioma tupí que significa "agua bonita de Maíra", a través de la unión de los términos maíra ("entidad mitológica tupi, que los indios asociaban a los franceses"),  'y  ("agua") y porang ("bonito").

## Historia
En su evolución, el área de Mairiporã, inicialmente llamada Juqueri (planta leguminosa conocida como dormidera), se configuró al igual que otros núcleos de poblamiento alrededor de la Villa de São Paulo, sirviendo como protección y punto de apoyo en las rutas de conexión con el sertão interior. El poblado surgió a finales del síglo XVI o a mediados del siglo XVII, en torno a la capilla de Nossa Senhora do Desterro, erguida por Antonio de Souza Del Mundo. Funcionando como apoyo elemental de servicio a las actividades rurales, surgió un núcleo dotado de un interesante trazado y capacidad de adaptación al sitio poco favorable en donde se encontraba. Inicialmente perteneció al área de dominio administrativo de São Paulo y posteriormente al de Guarulhos.
En 1696, el poblado fue elevado a la categoría de Villa de Nossa Senhora do Desterro de Juqueri, palabra tupí que designa la planta dormidera. En el año de 1783 pasó a ser parroquia; la capilla se transformó en iglesia y pasó por diversas modificaciones (1841, década de 1940 y 1982). La última reforma destruyó la forma original del antiguo templo, conservando apenas la torre.
La Vila de Juqueri se adentró en el siglo XVIII como fuente de productos agrícolas para São Paulo, llegando a producir algodón y vino para la exportación. No prosperó como otras localidades insertas en las regiones de búsqueda de oro y piedras preciosas, caracterizándose como paso de tropeiros que hacían el abastecimiento de las minas generales.
En 1769, la Cámara paulistana se decidió a abrir una carretera entre Juqueri y São Paulo. El "Caminho de Juqueri" se transformó más tarde en la Estrada Velha de Bragança. Juqueri pasó a ser municipio por medio de la Ley Provincial 67, de 27 de marzo de 1889. Un año antes de la emancipación, la São Paulo Railway (Ferrocarril Santos-Jundiaí) construió la estación de Juqueri. En 1898, el Gobierno del Estado inauguró el Hospital-colonia de Juqueri para enfermos mentales, dirigido por el médico Franco da Rocha.
El 24 de diciembre de 1948, fue aprobada la Ley 233, para cambiar el nombre del municipio debido a que la gente no quería que se relacionara su ciudad con el nombre del manicomio. El nombre de Mairiporã, entre otros de origen tupí, fue sugerido por el periodista y poeta Araújo Jorge.

## Geografía
Datos físicos:
Mairiporã se sitúa a una altitud media de 790 metros. Las partes más altas del municipio están en la Serra da Cantareira, donde las altitudes superan los 1 100 metros en algunas regiones.

## Clima
El clima de la ciudad, como en toda la Región Metropolitana de São Paulo, es subtropical. El verano es relativamente caliente y lluvioso y el invierno es suave, algunas veces frío. La heladas también son comunes en algunos puntos del municipio. La temperatura media anual gira en torno a 18 grados, siendo el mes más frío el de julio y el más caliente febrero (media de 22 °C). El índice pluviométrico anual está en torno a 1 400 mm.

## Demografía
Datos del censo - 2000
Población residente: 170 346
- Urbana: 105 077
- Rural: 97 034
- Hombres: 57 273
- Mujeres: 59 013

Densidad demográfica (hab./km²): 186,97
Mortalidad infantil hasta 1 año (por mil): 18,60
Expectativa de vida (años): 69,82
Tasa de fecundidad (hijos por mujer): 2,22
Tasa de alfabetización: 90,7%
Índice de Desarrollo Humano (IDH-M): 0,803 (elevado)
- IDH-M Renta: 0,784
- IDH-M Longevidad: 0,747
- IDH-M Educación: 0,877

Fuente: Instituto de Pesquisa Econômica Aplicada

## Autopistas y Accesos
- BR-381 Rodovia Fernão Dias

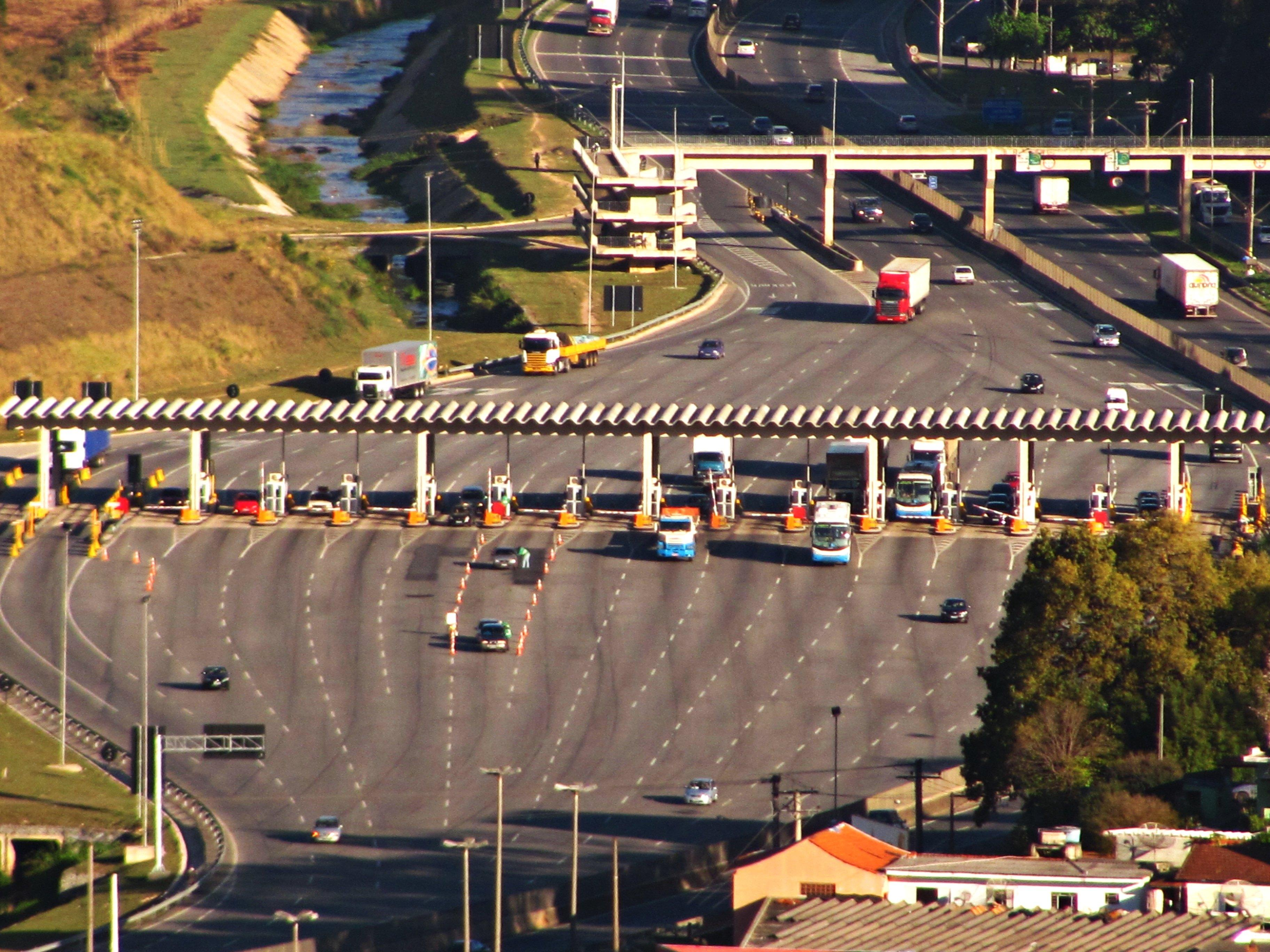
Pedágio da Rodovia Fernão Dias na entrada da cidade

Es la autopista que une la capital del estado con la ciudad de Belo Horizonte, en el estado de Minas Gerais. La BR-381 corta el municipio de Mairiporã en dirección sur-norte, a partir del barrio Parque Suíço da Cantareira, en el extremo sur.
- SP-023 Rodovia Prefeito Luiz Salomão Chamma

Une la Rodovia Tancredo de Almeida Neves en Franco da Rocha hasta Rodovia Fernão Dias en Mairiporã.
Mairiporã también posee unión por autopista con la ciudad de Nazaré Paulista por la extensión de la SP-023, normalmente llamada Estrada do Rio Ácima.

## Turismo
Mairiporã es una ciudad localizada en la Serra da Cantareira, al norte de la ciudad de São Paulo, hecho que le proporciona una posición privilegiada, siendo lugar de paso de turistas que buscan lugares ligados directamente con la naturaleza y la tranquilidad.

## Galería

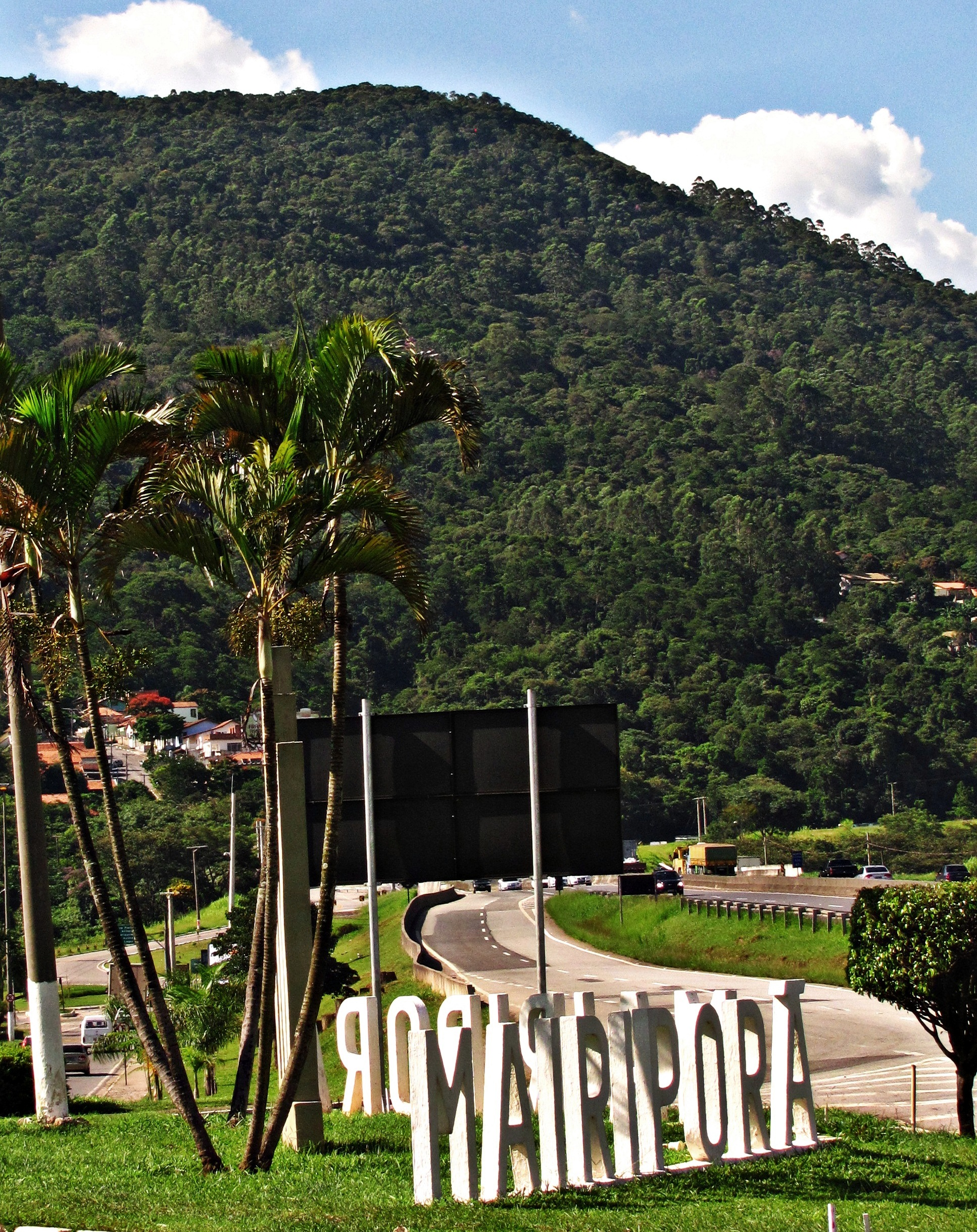
Cartel de entrada de la ciudad, con el Pico de Ojo De Agua al fondo
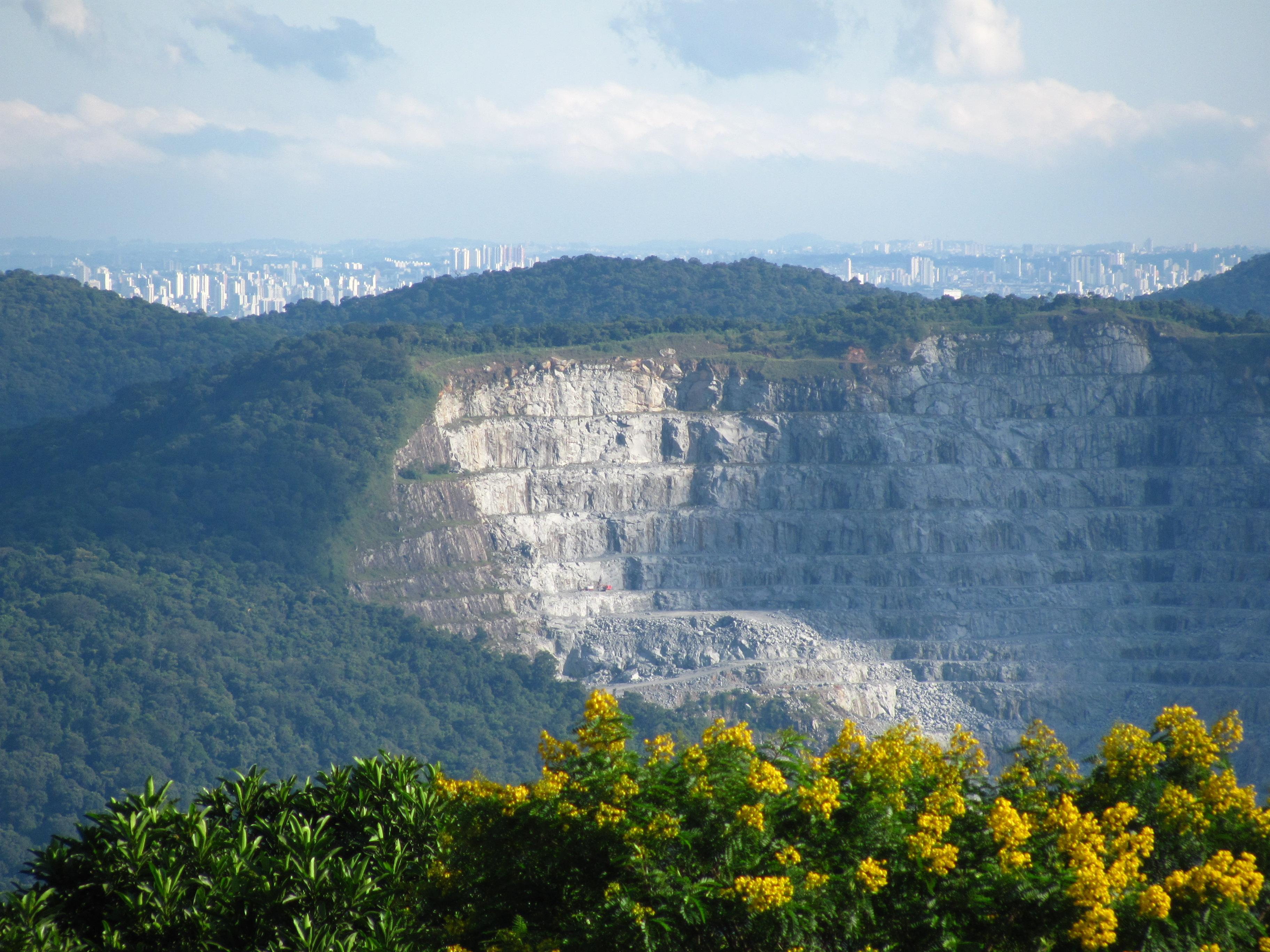
São Paulo vista Pico do Olho D'água, punto más alto de la ciudad
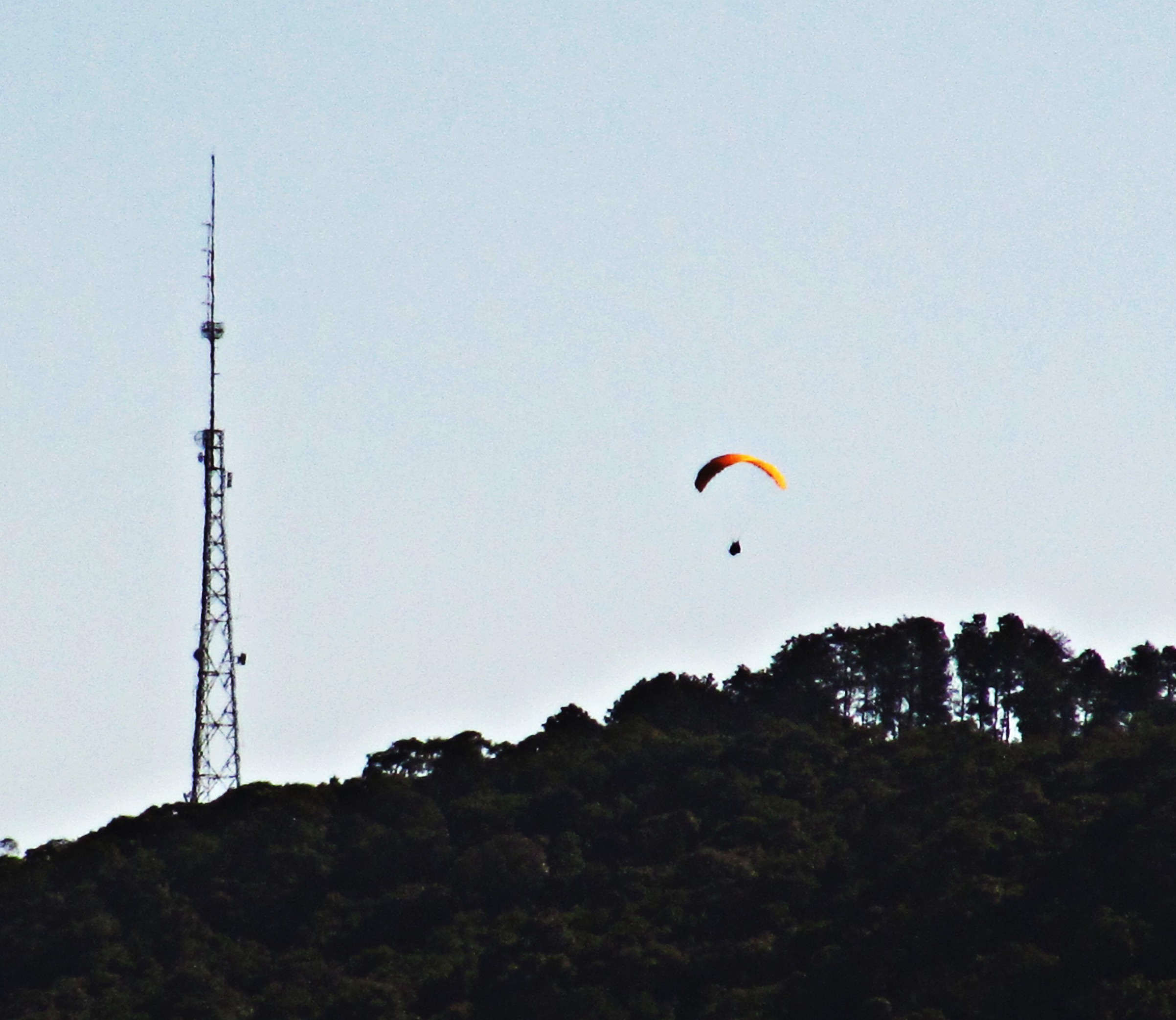
Pico do Olho D'Água
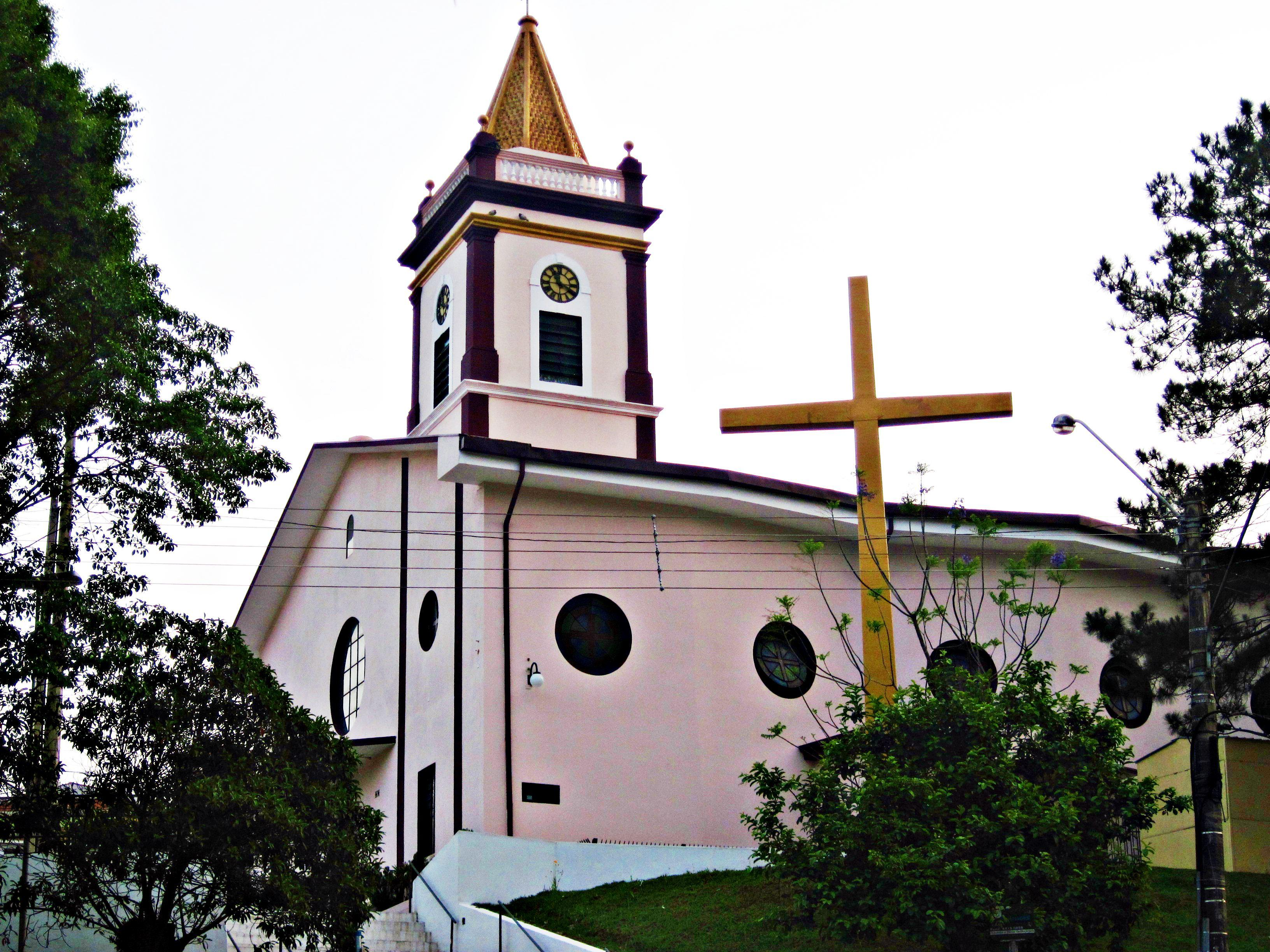
Iglesia Matriz de Nossa Senhora do Desterro
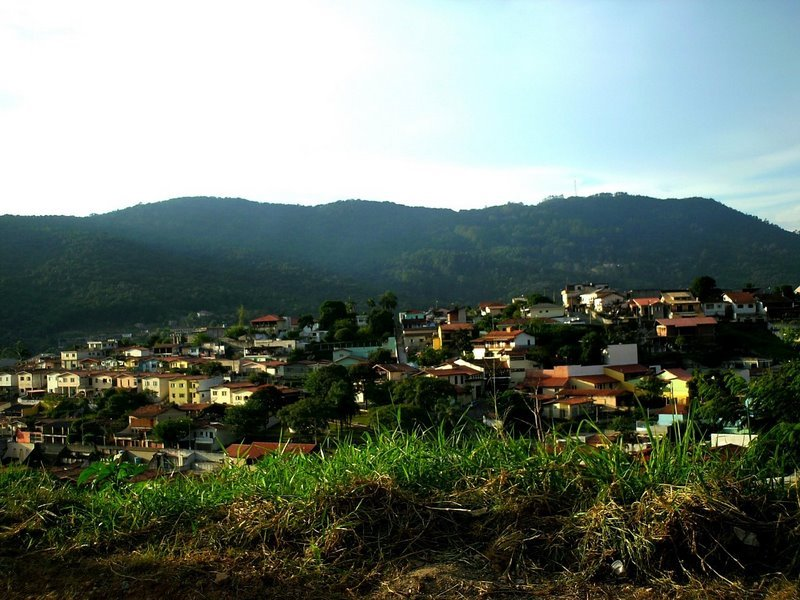
Barrios do centro de Mairiporã
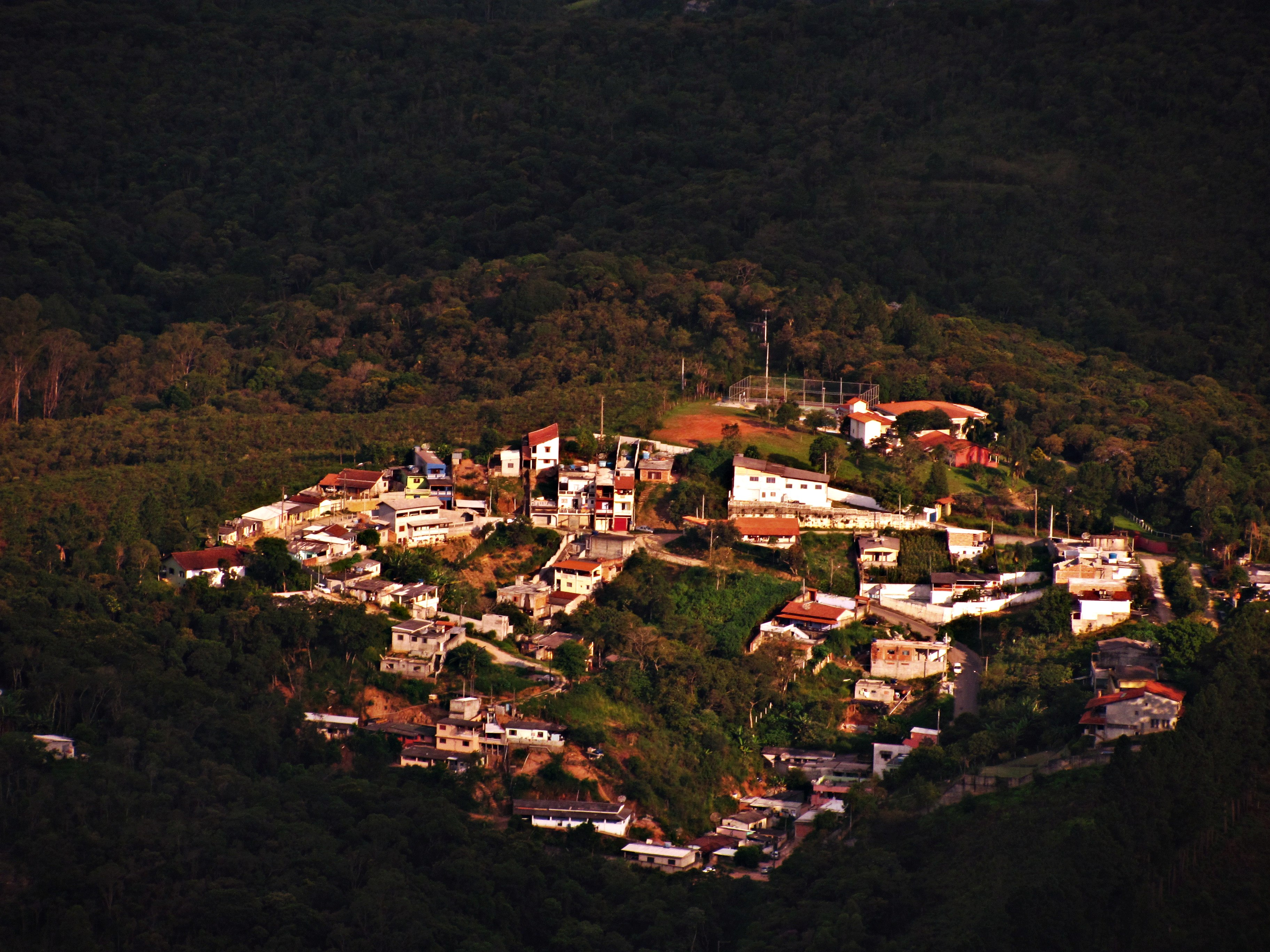
Chacra Don Bosco (región de Rio Ácima), uno de los innúmeros barrios de Serra da Cantareira
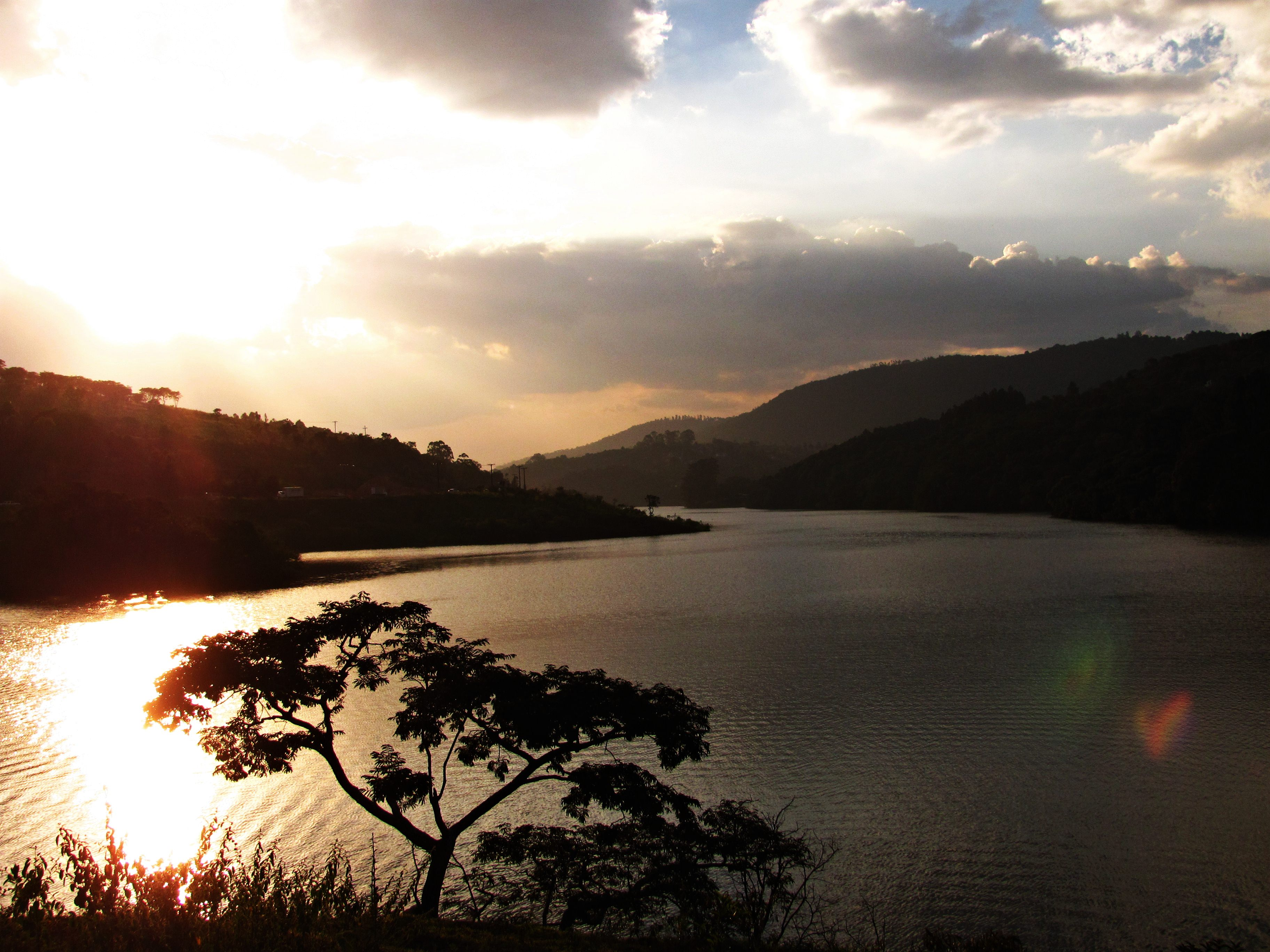
Vista para a represa no fim do dia
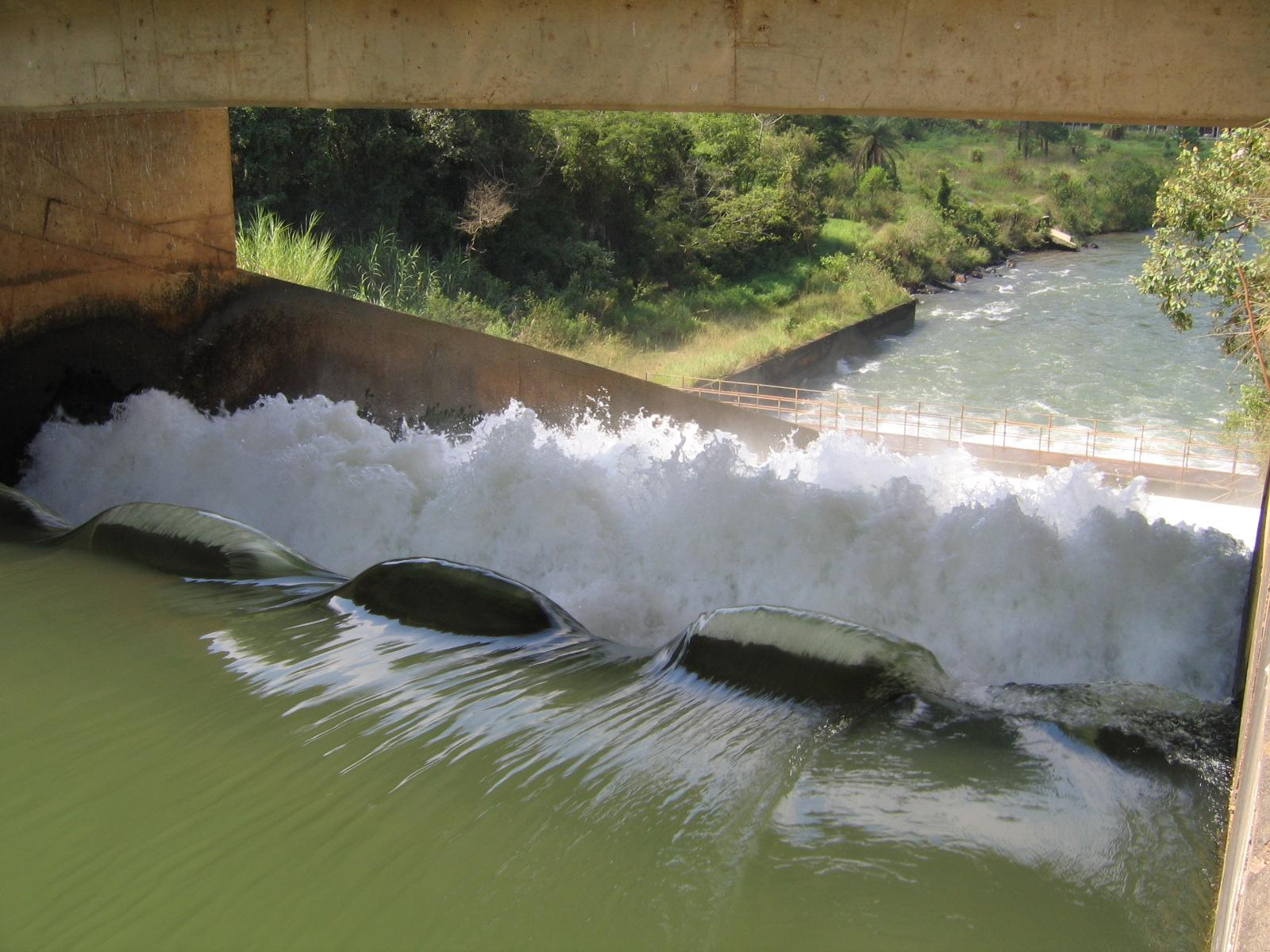
Barragem das Sete Quedas
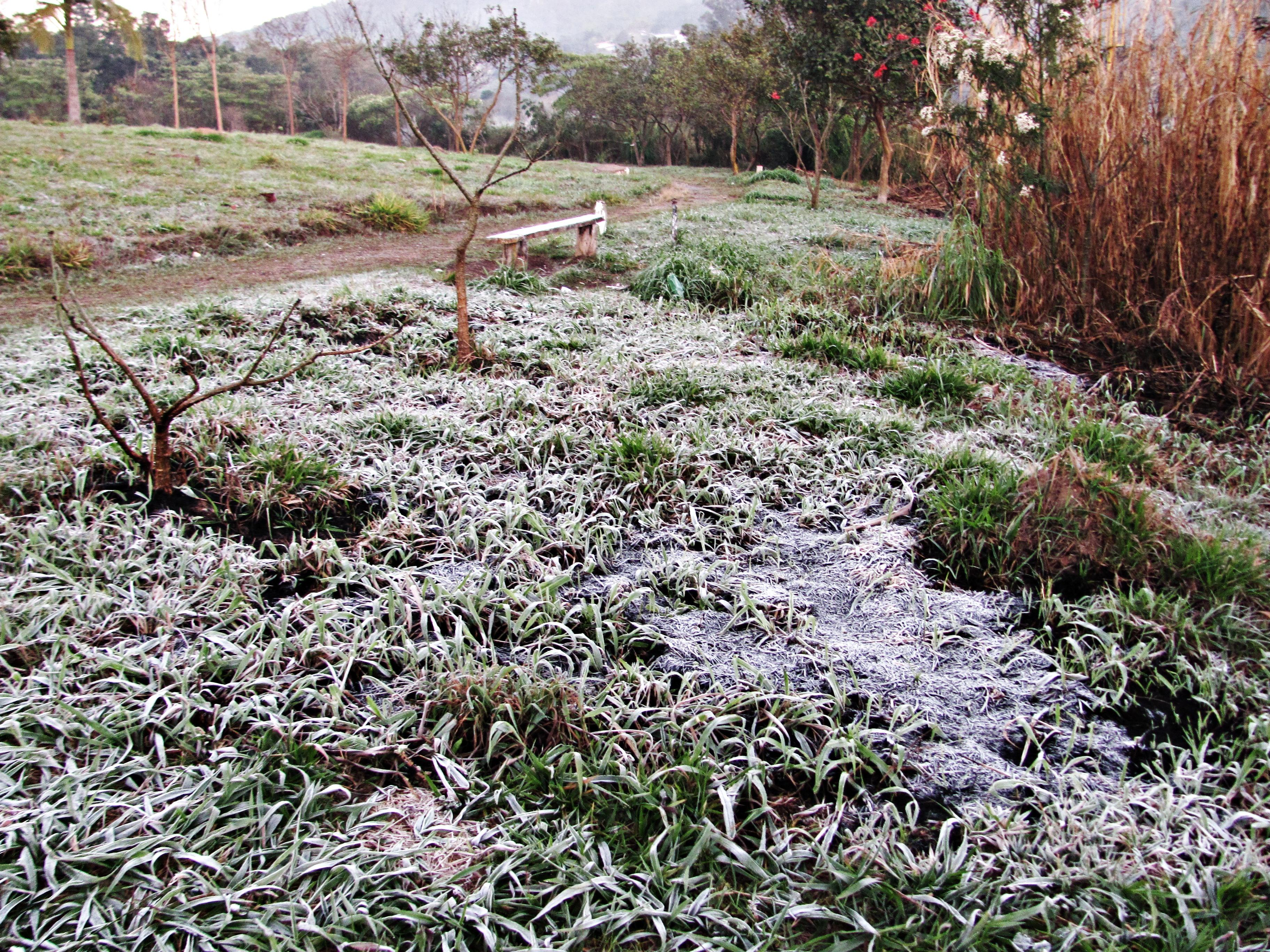
Escarcha en el centro de la ciudad en agosto